# Municipio de Riverside (condado de Cook)
El municipio de Riverside (en inglés: Riverside Township) es un municipio ubicado en el condado de Cook en el estado estadounidense de Illinois. En el año 2010 tenía una población de 15594 habitantes y una densidad poblacional de 1.491,42 personas por km².

## Geografía
El municipio de Riverside se encuentra ubicado en las coordenadas 41°49′58″N 87°49′29″O / 41.83278, -87.82472. Según la Oficina del Censo de los Estados Unidos, el municipio tiene una superficie total de 10.46 km², de la cual 10.41 km² corresponden a tierra firme y (0.42%) 0.04 km² es agua.

## Demografía
Según el censo de 2010, había 15594 personas residiendo en el municipio de Riverside. La densidad de población era de 1.491,42 hab./km². De los 15594 habitantes, el municipio de Riverside estaba compuesto por el 89.03% blancos, el 2.36% eran afroamericanos, el 0.15% eran amerindios, el 1.95% eran asiáticos, el 0.02% eran isleños del Pacífico, el 4.87% eran de otras razas y el 1.62% pertenecían a dos o más razas. Del total de la población el 15.08% eran hispanos o latinos de cualquier raza.